# 사탕
사탕(砂糖, 영어: candy)은 설탕물을 틀에 넣어 굳힌 음식이다. 또한 조그만 사탕은 입안에 넣어 빨아먹으며, 오래 먹을 사탕은 막대 사탕으로 만들어 손으로 잡고 빨아먹는다.
원래 사탕은 모래처럼 만들어진 감미료를 뜻하였으나 오늘날에는 그것을 설탕이라 부르며, 설탕을 뭉치거나 녹인 뒤 굳힌 설탕과자를 사탕이라 부르고 있다.

## 역사
기원전 200년경 인도네시아에서 사탕수수를 처음 발견했다. 사람들은 이것을 줄기채로 씹어 먹다가, 사탕수수에서 흘러내리는 액체가 햇빛을 받아 단단하게 되는 것을 보고 설탕에 대한 힌트를 얻었다. 사람들은 설탕에 절여 조림한 과일 표면에 하얀 설탕결정이 생기는 것을 보고 사탕을 만들게 되었다. 그렇게 최초로 만들어진 사탕이 레몬의 껍질을 이용하여 만든 캔디드 레몬필이다.

## 제조

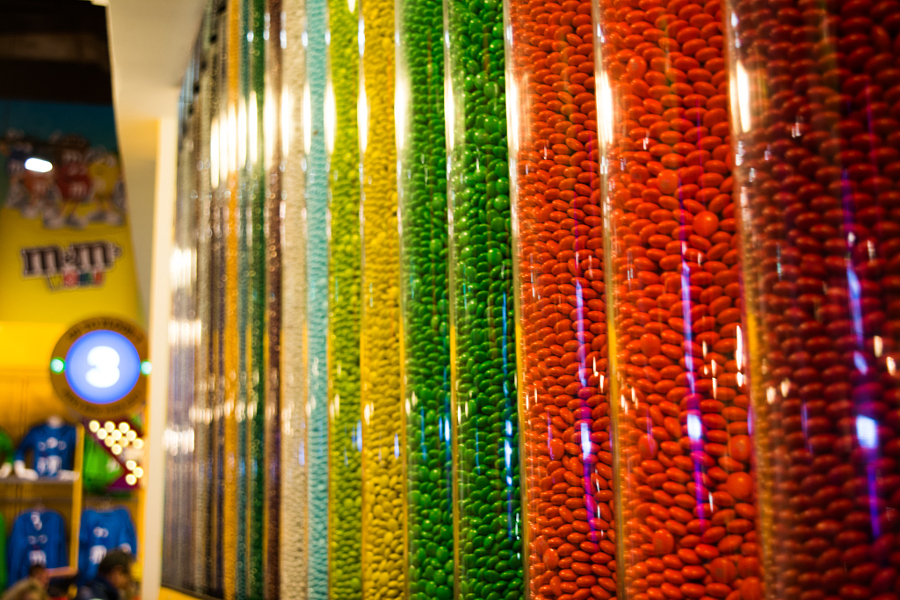
뉴욕 상점의 모든 다양한 M&M 사탕

다양한 사탕의 종류만큼이나 사탕 제조법도 다양하다.
기본적으로, 설탕을 물이나 우유에 캐러멜화가 이루어질 때까지 끓이면서 녹인다. 그 결과 시럽이 완성된다. 사탕의 재료와 온도 그리고 얼마나 오랫동안 끓이느냐에 따라 종류는 달라진다.
사탕의 질감은 설탕의 농도에 따라 바뀐다. 시럽이 가열됨에 따라 시럽이 끓고 물이 증발하며 설탕 농도가 증가하고 끓는점이 올라간다. 주어진 온도는 특정한 설탕 농도가 된다.

## 같이 보기
- 껌
- 달고나
- 마시멜로
- 별사탕
- 솜사탕
- 박하사탕
- 설탕
- 젤리
- 캐러멜
- 사탕수수
- 사탕무
- 아이스크림
- 비스킷
- 주전부리
- 간식
- 롤리팝
- 당밀